# Acacia seifriziana
Acacia seifriziana är en ärtväxtart som beskrevs av Leon. Acacia seifriziana ingår i släktet akacior, och familjen ärtväxter. Inga underarter finns listade i Catalogue of Life.